# City Ground
City Ground è un impianto sportivo multifunzione britannico che si trova a Nottingham.
Sorge nel quartiere di West Bridgford sulla riva del fiume Trent ed è dal 1898 l'impianto delle gare interne del Nottingham Forest.
Lo stadio è stato usato durante la fase di qualificazione per Euro 96; inoltre è solo a meno di 300 metri dal Meadow Lane, lo stadio dei rivali del Forest, il Notts County. I due stadi sono i più vicini di tutta l'Inghilterra, secondi più vicini di tutto il Regno Unito.

## Storia
Il Nottingham Forest si trasferì sul suo nuovo campo il 3 settembre 1899.
Per raccogliere le 3000 £ richieste per finanziare la costruzione del nuovo stadio, il club chiese ai giocatori, tifosi e agli industriali della zona di acquistare il "New Ground Scheme", dei titoli al portatore del valore di 5 sterline ognuno. In questo modo ben 2.000 sterline vennero raccolte.
Il nuovo campo fu chiamato City Ground; il nuovo stadio era solo a poche centinaia di metri dal vecchio Town Ground situato sull'altra sponda del Trent. Quando Nottingham ottenne il titolo ufficiale di Città nel 1897, lo stadio venne chiamato City Ground (che in inglese significa campo della città) per commemorare questo evento, nonostante lo stadio sia appena fuori dalla città. Il campo era inizialmente scoperto su tre lati, senza alcuna protezione contro il maltempo ma il terreno era uno dei migliori di tutta l'Inghilterra. Le ottime condizioni del terreno da gioco sono merito del lavoro di J. W. Bardill, un arboricoltore la cui famiglia vive ancora a Nottingham e la compagnia da lui fondata si prende cura del campo.
Nel 1935 al club venne data l'opportunità di comprare lo stadio dalla Nottingham Corporation per 7.000 sterline ma la società non strinse alcun accordo.
Il 12 ottobre 1957 venne aperta la nuova parte Est dello stadio, con ben 2.500 posti a sedere ed una spesa complessiva di 40.000 sterline. La partita di inaugurazione venne giocata contro il Manchester Utd; la partita finì 2-1 per gli ospit,, ma il match è ricordato soprattutto per il record di presenze allo stadio, ben 47.804 tifosi presenti. La palla della partita, autografata dai giocatori di entrambe le squadre, è ancora oggi nella Trophy Room del Forest.
Il Main Stand venne ricostruito quasi per intero nel 1965, ma il 24 agosto 1968 scoppiò un incendio in quel settore durante il match di First Division contro il Leeds United. Il settore venne ridotto in cenere ma fortunatamente, nonostante 31.126 tifosi presenti, non si registrarono morti. L'incendio partì probabilmente negli spogliatoi, costruiti per la maggior parte con legno, poco prima della fine del primo tempo e si diffuse rapidamente a tutto il settore. A causa di questo incendio, il Forest giocò le successive sei gare casalinghe nel vicino stadio, il Meadow Lane; per la cronaca il Forest non vinse nessuna di quelle sei partite. Sfortunatamente la maggior parte dei ricordi e trofei andò persa nell'incendio. Il settore venne poi ricostruito con una capacità di 5.708 posti a sedere.
L'Executive Stand venne costruito nel 1980 per un costo di 2 milioni di sterline, provenienti in gran parte dagli introiti dell'epoca indimenticabile in cui il Forest portò la Coppa dei Campioni a Nottingham, nel 1979 e nel 1980. Durante il regno di Clough, il Forest aveva imperversato sulla scena calcistica nazionale e su quella europea e i soldi incassati grazie ai suoi strabilianti successi vennero investiti in una tribuna che aveva una capacità di 10.000 posti. La tribuna venne ribattezzata Brian Clough Stand dopo il ritiro di quest'ultimo, e venne riaperta dopo una ristrutturazione a metà degli anni 1990. La tribuna incorpora anche 36 palchi riservati e una grossa area per rinfreschi che venne progettata per essere al centro degli allestimenti per l'ospitalità della squadra.
Altri importanti sviluppi si ebbero nel 1992-93 con la ricostruzione della Bridgford Stand. I lavori iniziarono nell'aprile 1992, e al suo completamento la tribuna aveva una capacità di 7.710 posti, di cui i 5.131 della parte inferiore erano destinati alla tifoseria ospite. La forma insolita della copertura era dovuta alla necessità di permettere alla luce solare di raggiungere le abitazioni della vicina Colwick Road. La tribuna offre posto per 70 sedie a rotelle. Ospita inoltre una sala di gestione, che include i sistemi di amplificazione, i controlli per il tabellone elettronico e la sala operativa per la polizia.
Il Trent End è il settore più nuovo di tutto lo stadio; venne infatti ricostruito in occasione di Euro 96. Dopo la ricostruzione il Trent End, chiamato così per la sua posizione vicino al fiume Trent e la sua visibilità, poté ospitare 7.338 persone, portando così la capienza totale dello stadio a 30.576 tifosi. Il campo può essere ampliato fino a 46.000 posti se il Forest tornerà in Premier League.
Nel giugno 2007, il Nottingham Forest ha annunciato di voler lasciare il City Ground dopo più di 100 anni. Il piano è quello di spostarsi in un nuovo stadio a sud della città, in un grande complesso che ospiterà anche case e strutture per il tempo libero nel sobborgo di Clifton. Sebbene il piano sia solo preliminare, il nuovo stadio conterrà sicuramente almeno 40.000-50.000 persone e sarebbe potuto diventare uno degli stadi ideali per ospitare le partite del mondiale di calcio del 2018 se l'Inghilterra fosse stata scelta come paese ospitante.
I piani di ricostruzione del City Ground's Main Stand (a condizione che il Nottingham Forest torni in Premiership) sono molto ben conosciuti dai tifosi, in particolare quello che prevede una capacità di circa 40.000 spettatori. Tuttavia, con queste convinzioni, i piani per un nuovo City Ground furono uno shock per i tifosi, soprattutto dopo la mancata promozione alla Championship.
I primi nomi suggeriti da alcuni tifosi sono: Brian Clough Arena, New City Ground, Nottingham Stadium, ed il Robin Hood Arena.

## Incontri internazionali

### Europeo 1996
| Arbitro: | Muhmenthaler |

|             |            |                                                  |
| Kafkas 31’  | Marcatori  | 40’ Asanović · 55’Boban · 86’Vlaović · 90’ Soldo |
| Fatih Terim | Allenatori | Miroslav Blažević                                |

| Arbitro: | Puhl |

|                                                |            |             |
| Santos 2’ · Figo 58’ · Couto 66’ · Tavares 72’ | Marcatori  |             |
| António Oliveira                               | Allenatori | Fatih Terim |

| Arbitro: | Heynemann |

|                                      |            |                                     |
| Pamić 10’ · Jarni 30’ · Pavličić 36’ | Marcatori  | 4’ Figo 33’ João Pinto 82’ Domingos |
| Miroslav Blažević                    | Allenatori | António Oliveira                    |